# Бикольский регион
Бикольский регион (также известен как Регион V) — один из 17 регионов Филиппин. Расположен в южной части острова Лусон, на Бикольском полуострове, а также на прилегающих островах.

## География
Территория региона омывается заливом Ламон (на севере), Тихим океаном (на востоке), морем Сибуян и заливом Рагай (на западе). Бикольский регион соединён с остальной частью острова Лусон довольно узким перешейком, гранича с регионом Калабарсон. Общая площадь региона составляет 17 632,5 км²; крупнейшая провинция, Южный Камаринес, занимает около 30 % площади.

## Население
Общее население по данным переписи 2010 года составляет 5 420 411 человек. Население говорит главным образом на бикольских языках, на севере Северного Камаринеса и Южного Камаринеса распространён тагальский язык. В провинциях Масбате и Сорсогон распространены висайские языки, масбатеньо, бисакол и сорсоганон. Большая часть населения исповедует католицизм.

## Административное деление

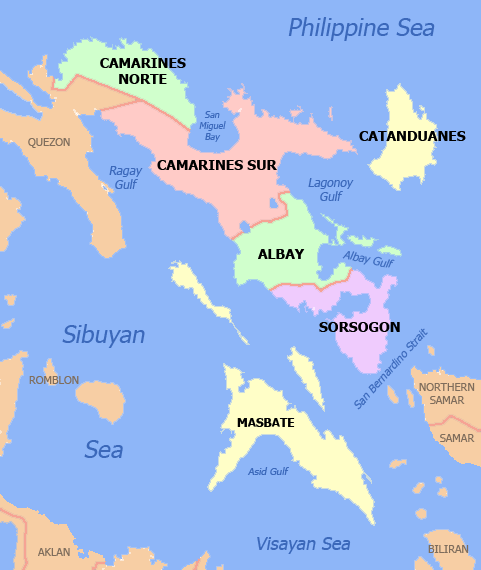
Провинции региона

В административном отношении подразделяется на 6 провинций:
| № | Провинция          | Административный центр | Площадь, км² | Население, чел. (2010) | Плотность, чел./км² |
| - | ------------------ | ---------------------- | ------------ | ---------------------- | ------------------- |
| 1 | Албай              | Легаспи                | 2552,6       | 1 233 432              | 493,21              |
| 2 | Катандуанес        | Вирак                  | 1511,5       | 246 300                | 162,95              |
| 3 | Масбате            | Масбате                | 4047,7       | 834 650                | 206,20              |
| 4 | Северный Камаринес | Даэт                   | 2112,5       | 542 915                | 257,00              |
| 5 | Сорсогон           | Сорсогон               | 2141,4       | 740 743                | 345,92              |
| 6 | Южный Камаринес    | Пили                   | 5266,8       | 1 822 371              | 346,01              |
|   | Всего              |                        | 17 632,5     | 5 420 411              | 307,41              |